# Hexorthodes planalis
Hexorthodes planalis là một loài bướm đêm trong họ Noctuidae.